# Vincetoxicum cardiostephanum
Vincetoxicum cardiostephanum är en oleanderväxtart som först beskrevs av Karl Heinz Rechinger, och fick sitt nu gällande namn av Karl Heinz Rechinger. Vincetoxicum cardiostephanum ingår i släktet tulkörter, och familjen oleanderväxter. Inga underarter finns listade i Catalogue of Life.